# Trophée viking
Le Trophée viking est un trophée de hockey sur glace. Il est remis pour la première fois en 1976 et récompense le meilleur joueur suédois évoluant en Amérique du Nord dans la Ligue nationale de hockey. Le vainqueur est décidé par le vote des tous les joueurs suédois de la LNH. En 1977-1978, une exception a lieu quand Ulf Nilsson, joueur des Jets de Winnipeg de l'Association mondiale de hockey remporte le titre.
Mats Sundin remporte le trophée quatre fois alors que Peter Forsberg, Markus Näslund, Börje Salming, Henrik Zetterberg et Erik Karlsson l'ont remporté trois fois.

## Récipiendaires

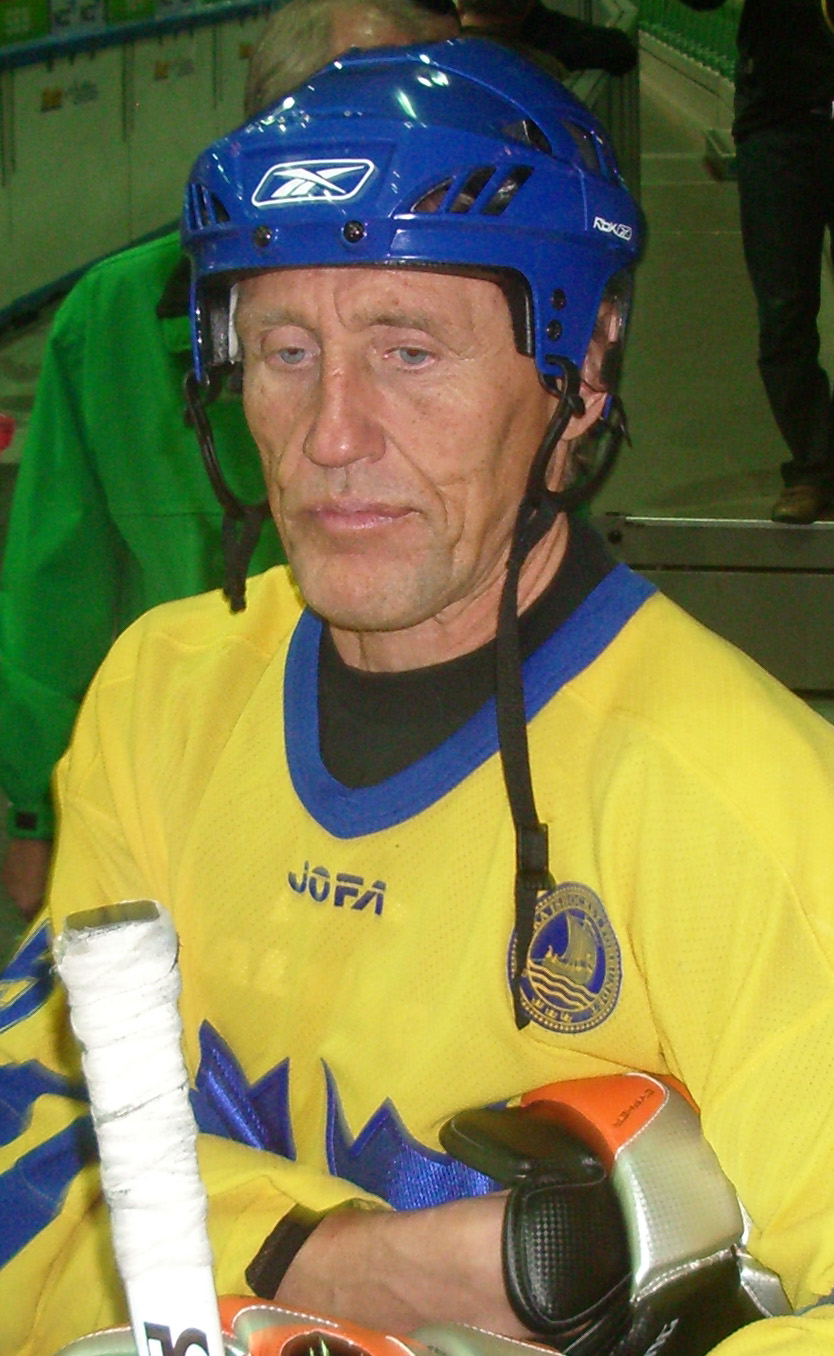
Börje Salming triple vainqueur du trophée.

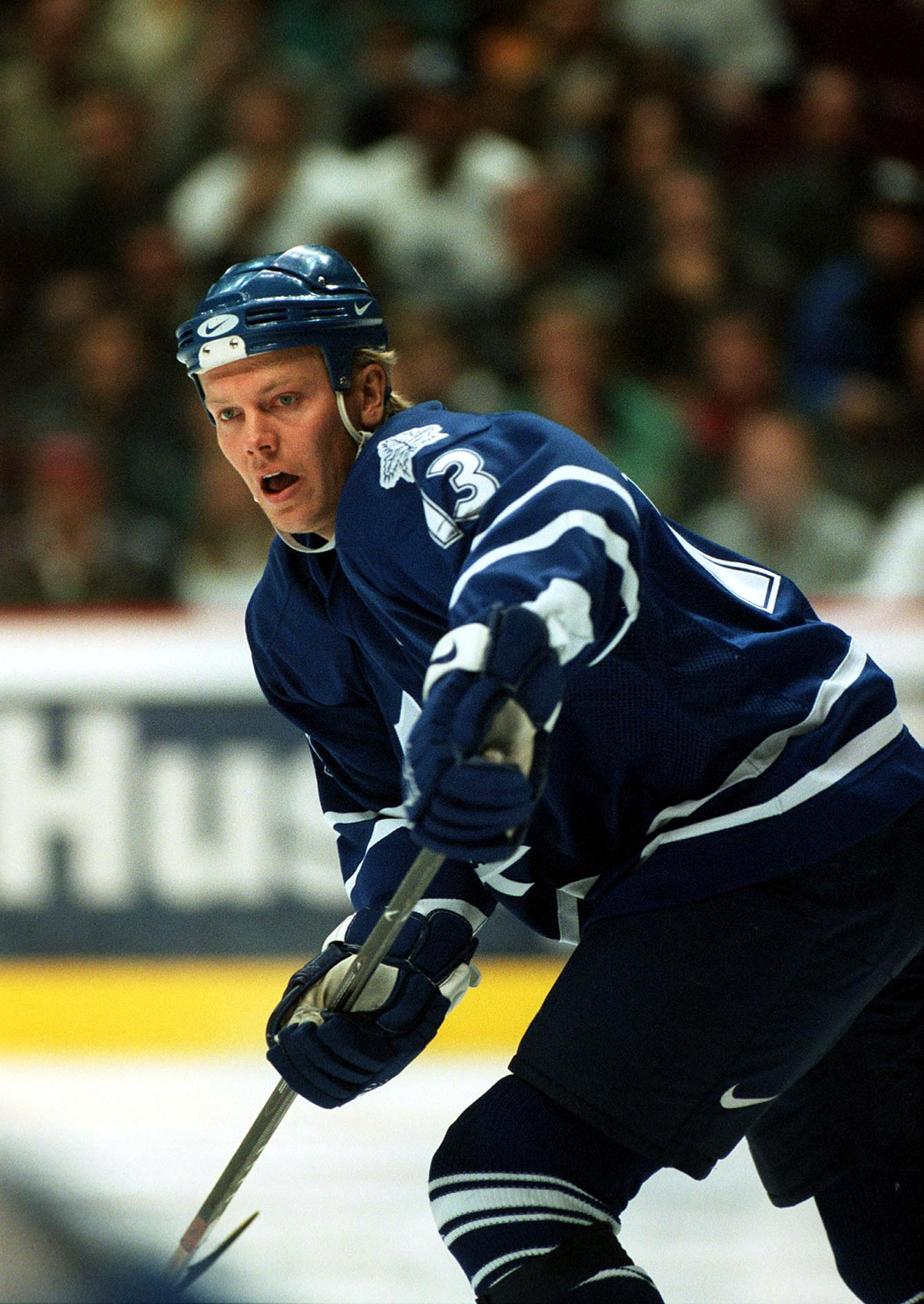
Mats Sundin quadruple récipiendaire du trophée Viking.

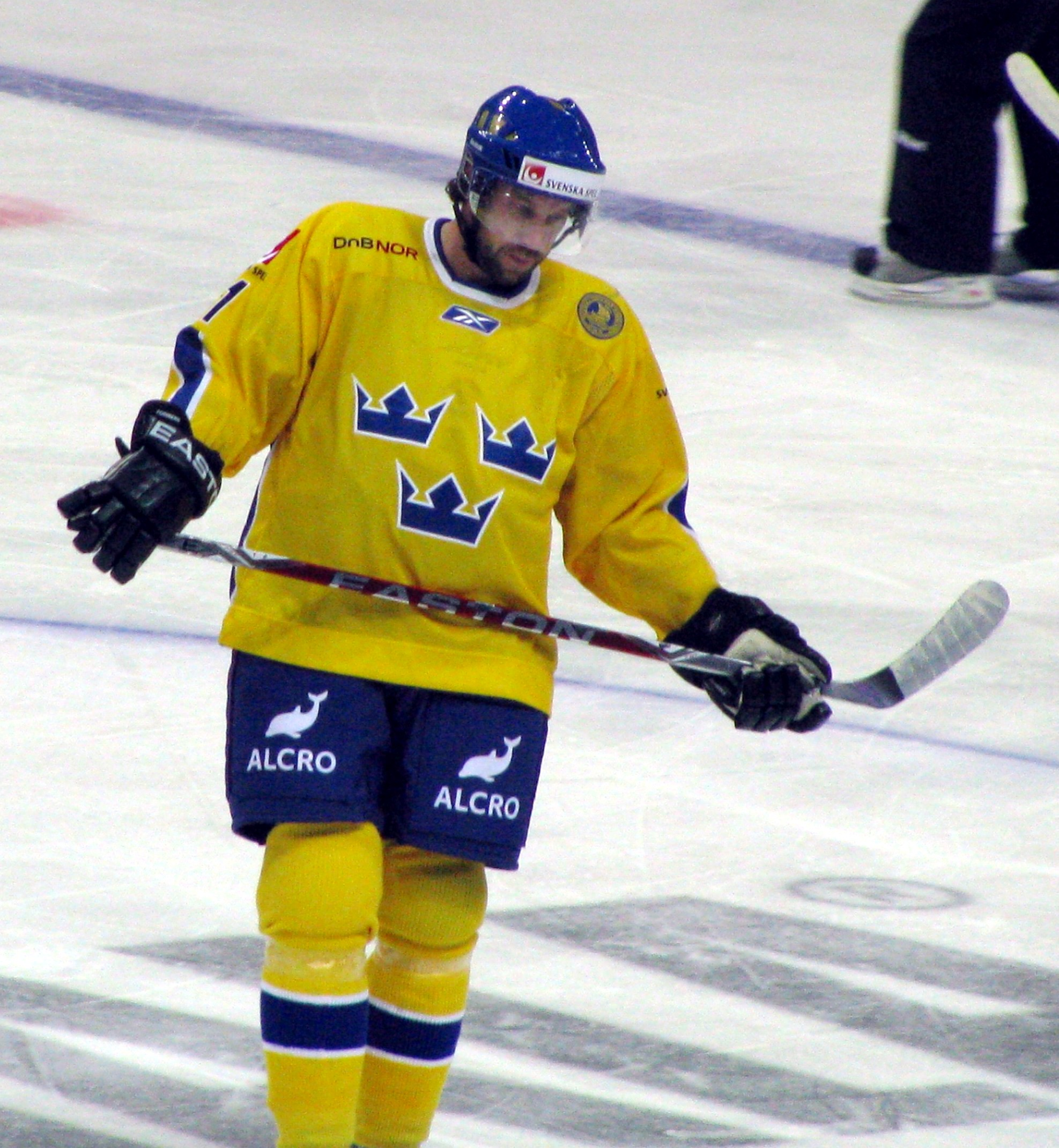
Peter Forsberg.

| Saison    | Joueur            | Club                    | Poste         | Nombre |
| --------- | ----------------- | ----------------------- | ------------- | ------ |
| 1975-1976 | Börje Salming     | Maple Leafs de Toronto  | Défenseur     | 1      |
| 1976-1977 | Börje Salming     | Maple Leafs de Toronto  | Défenseur     | 2      |
| 1977-1978 | Ulf Nilsson       | Jets de Winnipeg        | Centre        | 1      |
| 1978-1979 | Börje Salming     | Maple Leafs de Toronto  | Défenseur     | 3      |
| 1979-1980 | Anders Hedberg    | Rangers de New York     | Ailier droit  | 1      |
| 1980-1981 | Kent Nilsson      | Flames de Calgary       | Centre        | 1      |
| 1981-1982 | Thomas Gradin     | Canucks de Vancouver    | Centre        | 1      |
| 1982-1983 | Pelle Lindbergh   | Flyers de Philadelphie  | Gardien       | 1      |
| 1983-1984 | Patrik Sundström  | Canucks de Vancouver    | Attaquant     | 1      |
| 1984-1985 | Mats Näslund      | Canadiens de Montréal   | Ailier gauche | 1      |
| 1985-1986 | Mats Näslund      | Canadiens de Montréal   | Ailier gauche | 2      |
| 1986-1987 | Tomas Sandström   | Rangers de New York     | Ailier droit  | 1      |
| 1987-1988 | Håkan Loob        | Flames de Calgary       | Ailier droit  | 1      |
| 1988-1989 | Patrik Sundström  | Devils du New Jersey    | Attaquant     | 2      |
| 1989-1990 | Thomas Steen      | Jets de Winnipeg        | Attaquant     | 1      |
| 1990-1991 | Tomas Sandström   | Kings de Los Angeles    | Ailier droit  | 2      |
| 1991-1992 | Calle Johansson   | Capitals de Washington  | Défenseur     | 1      |
| 1992-1993 | Mats Sundin       | Nordiques de Québec     | Centre        | 1      |
| 1993-1994 | Mats Sundin       | Maple Leafs de Toronto  | Centre        | 2      |
| 1994-1995 | Mikael Renberg    | Flyers de Philadelphie  | Ailier droit  | 1      |
| 1995-1996 | Peter Forsberg    | Avalanche du Colorado   | Centre        | 1      |
| 1996-1997 | Mats Sundin       | Maple Leafs de Toronto  | Centre        | 3      |
| 1997-1998 | Peter Forsberg    | Avalanche du Colorado   | Centre        | 2      |
| 1998-1999 | Peter Forsberg    | Avalanche du Colorado   | Centre        | 3      |
| 1999-2000 | Nicklas Lidström  | Red Wings de Détroit    | Défenseur     | 1      |
| 2000-2001 | Markus Näslund    | Canucks de Vancouver    | Ailier gauche | 1      |
| 2001-2002 | Mats Sundin       | Maple Leafs de Toronto  | Centre        | 4      |
| 2002-2003 | Markus Näslund    | Canucks de Vancouver    | Ailier gauche | 2      |
| 2003-2004 | Markus Näslund    | Canucks de Vancouver    | Ailier gauche | 3      |
| 2005-2006 | Nicklas Lidström  | Red Wings de Détroit    | Défenseur     | 2      |
| 2006-2007 | Henrik Zetterberg | Red Wings de Détroit    | Ailier gauche | 1      |
| 2007-2008 | Henrik Zetterberg | Red Wings de Détroit    | Ailier gauche | 2      |
| 2008-2009 | Nicklas Bäckström | Capitals de Washington  | Centre        | 1      |
| 2009-2010 | Henrik Sedin      | Canucks de Vancouver    | Centre        | 1      |
| 2010-2011 | Daniel Sedin      | Canucks de Vancouver    | Ailier droit  | 1      |
| 2011-2012 | Erik Karlsson     | Sénateurs d'Ottawa      | Défenseur     | 1      |
| 2012-2013 | Henrik Zetterberg | Red Wings de Détroit    | Ailier gauche | 3      |
| 2013-2014 | Alexander Steen   | Blues de Saint-Louis    | Centre        | 1      |
| 2014-2015 | Nicklas Bäckström | Capitals de Washington  | Centre        | 2      |
| 2015-2016 | Erik Karlsson     | Sénateurs d'Ottawa      | Défenseur     | 2      |
| 2016-2017 | Erik Karlsson     | Sénateurs d'Ottawa      | Défenseur     | 3      |
| 2017-2018 | William Karlsson  | Golden Knights de Vegas | Centre        | 1      |
| 2018-2019 | Elias Lindholm    | Flames de Calgary       | Centre        | 1      |
| 2021-2022 |                   |                         |               |        |